# Erich Heckel
Erich Heckel (Döbeln, 31 luglio 1883 – Radolfzell am Bodensee, 27 gennaio 1970) è stato un pittore e incisore tedesco.

## Biografia
Erich Heckel nacque a Döbeln, in Sassonia, il 31 luglio 1883.
Attratto dalle moderne teorie artistiche, nel 1904 cominciò a studiare architettura a Dresda, dove si avvicinò al pensiero di autori anti-borghesi, in particolare di Nietzsche e di Dostoevskij. Durante gli anni da studente divenne amico di Karl Schmidt-Rottluff, di Ernst Ludwig Kirchner e di Fritz Bleyl, con i quali nel 1905 fondò il gruppo artistico Die Brücke (Il Ponte), così chiamato perché cercava di creare un ponte fra le due anime della pittura tedesca di allora: quella tradizionale neo-romantica e quella moderna espressionista.
Il gruppo traeva la principale ispirazione da Edvard Munch e da alcuni post-impressionisti, come Vincent van Gogh e Paul Gauguin; particolare attenzione fu posta anche all'arte africana, che li spinse verso l'intaglio del legno. Anche la xilografia e la stampa furono ampiamente usate da loro, viste come un mezzo economico e rapido per produrre pezzi artistici in gran quantità e a prezzi accessibili a molti. In particolare, lo stile di Heckel di questi anni si caratterizza come altamente emotivo, ottenuto per mezzo di linee aggressive e spezzate e di colori brillanti, stesi in modo piatto e vigoroso.
Come gli altri membri del gruppo, anche Heckel cercò ispirazione nella natura: per questo passò le estati tra il 1907 ed il 1910 sulla costa del Mare del Nord e sui laghi della Sassonia, spesso in compagnia degli amici Kirchner e Max Pechstein. Nel 1911 Heckel, sempre più interessato nella composizione pittorica formale, si trasferì a Berlino, ma ebbe difficoltà ad adattarsi alla nuova città. I colori usati sono più sommessi e i suoi dipinti diventano meno intensi e più malinconici, in un certo senso più introspettivi, in cui spesso il tema principale è la malattia.
Cominciò allora a viaggiare per la Germania, conoscendo artisti come Wilhelm Lehmbruck, Lyonel Feininger e August Macke; incontrò anche James Ensor, che allora viveva ad Ostenda. Durante la prima guerra mondiale  Heckel prestò servizio nel corpo sanitario, rimanendo profondamente turbato dalle atrocità del conflitto; quasi tutte le illustrazioni di quegli anni richiamano queste dolorose esperienze.
Nel primo dopoguerra viaggiò per l'Europa, tornando a cercare ispirazione nella natura, la più intatta possibile dalla civilizzazione. In particolare, subì il fascino della Foresta Nera e delle Alpi attorno al lago di Costanza. La severità e la monumentalità delle montagne entrarono allora nei suoi paesaggi: l'atmosfera angosciosa dei dipinti degli anni espressionisti si stempera gradatamente in una pittura più distesa, con colori sempre più a pastello. Con l'avvento del nazismo, Heckel fu considerato un artista degenerato: gli fu proibito di esporre in pubblico e le sue opere nei musei tedeschi furono confiscate; in questi anni una parte notevole del suo lavoro fu distrutta.
Dopo la seconda guerra mondiale visse sul lago di Costanza ed insegnò all'Accademia di Belle Arti di Karlsruhe fino al 1955. Fino alla sua morte, avvenuta a Radolfzell, una località sul lago di Costanza, il 27 luglio 1970, continuò a dipingere e ad essere considerato uno degli artisti più importanti della Germania, come provato dai molti premi ricevuti e dalle molte mostre a cui partecipò.